# Elisabeth Brooke
Elisabeth Brooke, död 1565, var en engelsk hovfunktionär.
Hon var hovdam till Englands drottning Catherine Howard. Efter drottning Catherine Howards avrättning 1542 ryktades hon bli kungens nästa hustru. Hon ingick istället ett olagligt äktenskap med drottning Catherine Parrs bror William Parr, 1:e markis av Northampton: eftersom hans första fru fortfarande var vid liv var giftermålet inte lagligt, men hon accepterades ändå vid hovet som hans fru och kallades markisinnan av Northampton.